# Brownie: Homage to Clifford Brown
Brownie: Homage to Clifford Brown — студийный альбом американской певицы Хелен Меррилл, выпущенный в 1994 году на лейбле Verve Records. Альбом представляет собой дань уважения трубачу Клиффорду Брауну, с которым певица записала свою дебютную пластинку ровно сорок лет назад.

## Отзывы критиков
| Оценки критиков                            | Оценки критиков |
| Источник                                   | Оценка          |
| ------------------------------------------ | --------------- |
| AllMusic                                   | [ 1 ]           |
| The Encyclopedia of Popular Music          | [ 2 ]           |
| MusicHound Jazz: The Essential Album Guide | [ 3 ]           |
| The Penguin Guide to Jazz                  | [ 4 ]           |
| The Rolling Stone Jazz & Blues Album Guide | [ 5 ]           |

Скотт Яноу из AllMusic написал: «На этом альбоме вас ждёт множество неожиданных сюрпризов, в том числе отрывки, где ансамбль трубачей исполняет части оригинальных соло Брауни; также заслуживают внимания версия „Joy Spring“ Харрелла для флюгельгорна без сопровождения, сольное исполнение „Memories of You“ для фортепиано Барроном и трогательные моменты, такие как „I’ll Be Seeing You“, „I Remember Clifford“ и „Gone With the Wind“. Продюсер Торри Зито иногда добавляет немного атмосферного и эффективного синтезатора, и в дополнение к стандартам, Зито представил новую оригинальную композицию „Brownie“. На протяжении всего часто эмоционального свидания Хелен Меррилл звучит в отличной форме, придавая много чувства текстам, оставляя место приглашённым трубачам». Сюзан Берловиц из MusicHound Jazz: The Essential Album Guide отметила, что это блестящая и уважительная пластинка в память о Клиффорде Брауне, в которой записи передают энергетику оригинальных сессий, а также экстраординарный талант мастера.

## Список композиций
1. «Your Eyes» (Клиффорд Браун, Хелен Меррилл) — 6:17
2. «Daahoud» (Клиффорд Браун) — 2:58
3. «(I Was) Born to Be Blue» (Мел Торме, Боб Уэллс) — 5:16
4. «I Remember Clifford» (Бенни Голсон, Джон Хендрикс) — 7:00
5. «Joy Spring» (Клиффорд Браун) — 3:59
6. «I’ll Remember April» (Джин Де Пол, Патрисия Джонстон, Дон Рэй) — 7:14
7. «Don’t Explain» (Артур Херцог мл., Билли Холидей) — 6:18
8. «Brownie» (Торри Зито) — 5:04
9. «You’d Be So Nice to Come Home To» (Коул Портер) — 4:33
10. «I’ll Be Seeing You» (Сэмми Фейн, Ирвинг Кахал) — 4:53
11. «Memories of You» (Юби Блейк, Энди Разаф) — 3:52
12. «Gone with the Wind» (Херб Магидсон, Элли Врубель) — 2:28
13. «Largo» (Самуэль Барбер, Антонин Дворжак) — 2:55

## Участники записи
- Аранжировка — Торри Зито[англ.] (1-3, 7-10, 12, 13)
- Бас — Руфус Рид[англ.] (1-4, 6-9)
- Вокал — Хелен Меррилл (1, 3, 4, 6, 7, 9, 10, 12)
- Клавишные — Торри Зито (10, 12)
- Продюсер — Хелен Меррилл, Жан-Филипп Аллар
- Труба — Лью Солофф[англ.] (3, 7-9, 13), Рой Харгроув (3, 4, 7-9), Том Харрелл (3, 6, 8-10), Уоллес Рони[англ.] (2, 3, 9)
- Ударные — Виктор Льюис[англ.] (1-4, 6-9)
- Флюгельгорн — Рой Харгроув, Том Харрелл (1, 5, 6, 8, 10, 13)
- Фортепиано — Виктор Баррон[англ.] (1-4, 6-9, 11, 13)